# Миколаївські Сади
Миколаївські Сади́ — село в Україні, у Первозванівській сільській громаді Кропивницького району Кіровоградської області. Населення становить 56 осіб.

## Населення
Згідно з переписом УРСР 1989 року чисельність наявного населення села становила 41 особа, з яких 16 чоловіків та 25 жінок.
За переписом населення України 2001 року в селі мешкало 55 осіб.

### Мова
Розподіл населення за рідною мовою за даними перепису 2001 року:
| Мова       | Відсоток |
| ---------- | -------- |
| українська | 94,64 %  |
| російська  | 3,57 %   |
| молдовська | 1,79 %   |